# Sigmar Solbach
Sigmar Solbach (* 3. Oktober 1946  in Olpe) ist ein deutscher Schauspieler und Synchronsprecher.

## Leben
Als Sohn einer österreichischen Tänzerin und eines Sauerländers geboren verbrachte Sigmar Solbach fünf Lebensjahre in Salzburg, bevor er von der Einschulung bis zur Mittleren Reife wieder in seiner Geburtsstadt Olpe lebte. Nach dem Abitur in Marburg machte er von 1967 bis 1970 eine dreijährige Schauspielausbildung an der Westfälischen Schauspielschule Bochum. Sein Debüt gab er am Schauspielhaus Bochum. Es folgten Spielzeiten am Hessischen Staatstheater Wiesbaden und an den Städtischen Bühnen Augsburg sowie zahlreiche Gastspiele in ganz Deutschland, so unter anderem am Theater des Westens und dem Theater am Kurfürstendamm in West-Berlin.
Seinen ersten großen Auftritt im deutschen Fernsehen hatte Solbach im Jahr 1976 in dem hr-Dreiteiler Der Winter, der ein Sommer war, in dem er eine der Hauptrollen innehatte. In der fünfteiligen französisch-deutschen Literaturverfilmung Die Geheimnisse von Paris (1980) nach Eugène Sue spielte er die Hauptrolle des Prinzen Rudolph von Gerolstein. In der 1985 ausgestrahlten Fernsehserie Schöne Ferien spielte er den Reiseleiter. Später war er in weiteren Serien zu sehen, wie Insel der Träume (1991), Glückliche Reise (1992), Der Ferienarzt (2005), Unter weißen Segeln (2006) und Das Traumhotel (2007). Daneben trat Solbach in weiteren Produktionen von Wolfgang Rademann, wie beispielsweise Das Traumschiff oder Die Schwarzwaldklinik auf. Von 1987 bis 1990 verkörperte er in der sehr erfolgreichen Serie Das Erbe der Guldenburgs den Sohn der von Ruth Maria Kubitschek gespielten Brauereichefin Margot Balbeck. Weitere Popularität erlangte er als Dr. Stefan Frank – Der Arzt, dem die Frauen vertrauen, den er von 1995 bis 2001 verkörperte.
Neben Fernsehrollen ist er auch immer wieder am Theater zu sehen. Mehrmals spielte er bei den Bad Hersfelder Festspielen sowie bei den Luisenburg-Festspielen in Wunsiedel. Er ist auch häufiger mit Tourneetheatern im deutschsprachigen Raum unterwegs.
Solbach war Filmsynchronsprecher unter anderem für James Stewart und Errol Flynn in mehreren Neusynchronisationen sowie Joel McCrea in der deutschen Neufassung von Alfred Hitchcocks Der Auslandskorrespondent (1940). In Alien (1979) war er die deutsche Stimme von Tom Skerritt, in Tennessee Nights die von Julian Sands, im Disney-Zeichentrickfilm Pocahontas (1995) und dessen Fortsetzung sprach er den John Smith.
Solbach lebt mit seiner zweiten Frau Claudia in München. Er ist leidenschaftlicher Segler und seit 2017 Erster Vorsitzender der Gesellschaft zur Rettung der Delphine.

## Filmografie (Auswahl)
- 1973: Frühbesprechung – Der Held (Fernsehserie)
- 1976: Die Babenberger in Österreich (Fernsehserie)
- 1976: Der Winter, der ein Sommer war (Fernseh-Dreiteiler)
- 1977: Der Alte – Lohngeld (Fernsehserie)
- 1978: Väter und Söhne (Fernsehserie)
- 1978: Vorhang auf, wir spielen Mord (Fernsehserie)
- 1979: St. Pauli-Landungsbrücken – Sabine (Fernsehserie)
- 1979: Victoria
- 1980: Die Geheimnisse von Paris (fünfteilige Miniserie)
- 1981–2013: Das Traumschiff (Fernsehreihe, 6 Episoden, verschiedene Rollen)
- 1981: Goldene Zeiten – Bittere Zeiten (Fernsehserie)
- 1981: Wie man sich bettet (Fernsehserie)
- 1981: Variationen (Fernsehserie)
- 1982: Das heiße Herz
- 1982: Ein Fall für zwei (Fernsehserie) Folge: Nervenkrieg
- 1982: Flöhe hüten ist leichter
- 1983: Es gibt noch Haselnußsträucher
- 1983: Geschichten aus der Heimat (Fernsehserie, Folge: Sag „Prost Neujahr“, Liebling)
- 1984: Das Traumschiff: Rio (Fernsehserie)
- 1984: Titanic (Fernsehfilm)
- 1984: Tod eines Schaustellers
- 1985: Schöne Ferien (mit Simone Rethel und Claudia Rieschel)
- 1985: Wie würden Sie entscheiden? – Heiratsversprechen (Fernsehserie)
- 1987: Hans im Glück (Fernsehserie)
- 1987: Berliner Weiße mit Schuß – Alles für die Kätzchen (Fernsehserie)
- 1987: Die Schwarzwaldklinik – Steinschlag (Fernsehserie)
- 1987–1990: Das Erbe der Guldenburgs (Fernsehserie)
- 1988: Tagebuch für einen Mörder
- 1988: Die Männer vom K3 – Familienfehde (Fernsehserie)
- 1989: Fabrik der Offiziere (TV-Vierteiler)
- 1989: Lukas und Sohn (Fernsehserie)
- 1989: Radiofieber
- 1990: La belle Anglaise – Entre collègues (Französische Fernsehserie)
- 1990: Schlaraffenland
- 1991: Insel der Träume – Der Mann aus der Vergangenheit (Fernsehserie)
- 1992: Felix und 2× Kuckuck (Fernsehserie)
- 1992–1994: Diese Drombuschs (Fernsehserie)
- 1992: Das heiße Herz (Fernsehserie)
- 1992: Tatort: Verspekuliert (Fernsehserie)
- 1992: Glückliche Reise – Malediven (Fernsehreihe)
- 1993–1994: Auto Fritze (Fernsehserie)
- 1993: Feuer und Flamme  – Tout feu, tout femme (deutsch-französische Fernsehserie)
- 1995: Durst der Rache (Fernsehserie)
- 1995–2001: Dr. Stefan Frank – Der Arzt, dem die Frauen vertrauen (Fernsehserie)
- 1998: Die Mädchenfalle – Der Tod kommt online
- 1998: Im Fegefeuer der Lust
- 1999: Die Angst in meinem Herzen
- 2000: Fluch der Begierden
- 2000: Eine Hand schmiert die andere
- 2001: Hässliche Vaterliebe … und ihre Lippen schweigen
- 2001: Kalte Berührung
- 2002: Liebe ist ein Roman
- 2002: Weißblaue Geschichten (Fernsehserie, 1 Folge)
- 2003: Hilfe, ich bin Millionär
- 2004: Am Kap der Liebe
- 2005: Rosamunde Pilcher – Traum eines Sommers
- 2005: Der Ferienarzt … auf Teneriffa (Fernsehserie)
- 2006: Unter weißen Segeln – Träume am Horizont (Fernsehserie)
- 2007: Das Traumhotel – Afrika (Fernsehserie)
- 2007–2009: Die Alpenklinik (Fernsehserie)
- 2008: Küstenwache – Kurzschlusshandlung (Fernsehserie)
- 2009: Am Kap der Liebe – Unter der Sonne Uruguays
- 2010–2015: Soko Wien (Fernsehserie, 2 Folgen, verschiedene Rollen)
- 2011: Wilsberg – Tote Hose (Fernsehserie)
- 2012: SOKO München – Ungesühnt (Fernsehserie)
- 2013: Rosamunde Pilcher – Eine Frage der Ehre

## Synchronrollen (Auswahl)
Quelle: Deutsche Synchronkartei
| Schauspieler       | Film/ Serie                                                                      | Rolle                       |
| ------------------ | -------------------------------------------------------------------------------- | --------------------------- |
| Andy Maton         | Magic Beyond Words – Die zauberhafte Geschichte der J.K. Rowling                 | Christopher Little          |
| Anthony Higgins    | Quartett                                                                         | Stephan Zelli               |
| Antonio Sabato     | Das Gesetz des Schweigens                                                        | Rosario Inzulìa             |
| Bill Murray        | Ich glaub’, mich knutscht ein Elch! (1. Synchronfassung)                         | John Winger                 |
| Ciarán Hinds       | Jane Austens Verführung                                                          | Captain Frederick Wentworth |
| Ciarán Hinds       | Jane Eyre                                                                        | Edward Rochester            |
| Cliff De Young     | In Plain Sight – In der Schusslinie (Fernsehserie)                               | Chief Inspector Malone      |
| Ed Harris          | Knightriders – Ritter auf heißen Öfen                                            | König Billy                 |
| Ed Harris          | Needful Things – In einer kleinen Stadt                                          | Sheriff Alan Pangborn       |
| Ed Harris          | Swing Shift – Liebe auf Zeit                                                     | Jack Walsh                  |
| Edward Meeks       | Monokel lacht gelb (Synchro im Jahr 1993)                                        | Major Sidney                |
| Errol Flynn        | Der Herr der Silberminen (2. Synchro für TV im Jahr 1998)                        | Mike McComb                 |
| Féodor Atkine      | Pauline am Strand                                                                | Henri                       |
| Gene Wilder        | Der Kleine Prinz                                                                 | Der Fuchs                   |
| Glenn Frey         | Holt Harry raus!                                                                 | Spence                      |
| Jacques Dutronc    | Lautlose Angst                                                                   | Avit                        |
| James Bolam        | Der Leichengießer (Synchro im Jahr 1985)                                         | Jack Davies                 |
| James Stewart      | Die Modellstadt                                                                  | Rip Smith                   |
| James Stewart      | Vertigo – Aus dem Reich der Toten (3. Synchro für Wiederaufführung im Jahr 1997) | John Scotty Ferguson        |
| Jay Brazeau        | They – Sie kommen                                                                | Dr. Booth                   |
| Jean–Pierre Aumont | Wenn Versailles erzählen könnte                                                  | Kardinal Rohan              |
| Jeff East          | Goldrausch in Alaska                                                             | Jack London                 |
| John Diehl         | Mo' Money – Meh' Geld                                                            | Keith Heading               |
| John Saxon         | Camorra – Ein Bulle räumt auf                                                    | Francesco Capuano           |
| Kevin Costner      | Die Sieger – American Flyers                                                     | Marcus Sommers              |
| Kirk Douglas       | Die Seltsame Liebe der Martha Ivers                                              | Walter O'Neil               |
| Kuo Chue           | 5 Kämpfer aus Stahl                                                              | Luo Shin                    |
| Kyle MacLachlan    | Touch of Pink                                                                    | Geist von Cary Grant        |
| Larry Poindexter   | Standoff (Fernsehserie)                                                          | Carl Cunningham             |
| Mel Gibson         | Pocahontas                                                                       | John Smith                  |
| Michael Biehn      | Das Siebte Zeichen                                                               | Russell Quinn               |
| Michael Biehn      | K2 – Das letzte Abenteuer                                                        | Taylor Brooks               |
| Michael Maloney    | Comet Impact – Killer aus dem All                                                | Adam Bregorsky              |
| Michael Ontkean    | Schlappschuss (2. Synchro für ARD in 1987)                                       | Ned Braden                  |
| Michael York       | TekWar: Excalibur – Schwert der Macht                                            | Richard Stewart             |
| Neil Dudgeon       | Jack Lennox – Einer zieht die Fäden                                              | Brian Richards              |
| Patrick Bergin     | Mistakes – Tödliche Fehler                                                       | Taylor Lewis                |
| Patrick Mower      | Die Braut des Teufels                                                            | Simon Aaron                 |
| Per Oscarsson      | Der Bunker                                                                       | Lund                        |
| Peter Strauss      | Dr. Sam Sheppard: Unschuldig verurteilt                                          | Dr. Sam Sheppard            |
| Peter Strauss      | Peter Gunn, Privatdetektiv                                                       | Peter Gunn                  |
| Peter Weller       | RoboCop                                                                          | Alex Murphy/ RoboCop        |
| Peter Weller       | RoboCop 2                                                                        | Alex Murphy/ RoboCop        |
| R.H. Thomson       | Sherlock Holmes – Skandal in Böhmen                                              | Mycroft Holmes              |
| Robert Hossein     | Rasthaus des Teufels (2. Synchro)                                                | Daniel Boisset              |
| Vijay Amritraj     | Octopussy                                                                        | Vijay                       |
| Yul Brynner        | Rauschgiftbrigade                                                                | Paul Vicola                 |

## Hörspiele
- 2002: Disneys Pocahontas – Das Original-Hörspiel zum Film, Walt Disney Records, EAN: 4001504196189
- 2013:  Sherlock Holmes – Folge 9: Die Elfen von Cottingley, Titania Medien, ISBN 978-3-7857-4818-3

## Publikationen
- Tonträger von und mit Sigmar Solbach im Katalog der Deutschen Nationalbibliothek
- Mein Leben - Ein Traum?. Books on Demand, Norderstedt 2024, ISBN 978-3-7597-7991-5.